# Ali Çifteci
Ali Çifteci (Adana, 11 oktober 1963) is een Nederlands acteur, zanger en theatermaker van Turkse afkomst. Hij is vooral bekend door zijn rollen in de televisieseries Ben zo terug, Vuurzee en Flikken Maastricht.
Çifteci werd geboren in Turkije. Hij kwam als kind naar Nederland en groeide op in Roermond. Van 1986 tot 1989 volgde hij de Kleinkunstacademie te Amsterdam.
In 2004 vertolkte hij, naast Cees Geel, de hoofdrol in de voorstelling Gharb van Cyrus Frisch. Gharb speelt zich vrijwel geheel in complete duisternis af. Deze voorstelling geproduceerd door Frascati is behalve in Nederland ook in Wenen, Londen en Maubeuge te zien geweest. The Stage schreef over Gharb: ‘A short, sharp blast of a play. An intimacy that is almost too much too bear. About as effective as studio theatre can be. With a power and intensity that has to be seen - or, in this case, not seen - to be believed.’
In 2016 was Çifteci te zien als Sally Leary in de televisieserie Nieuwe buren.

## Theater
- Gharb
- 1001 nacht
- Romeo en Julia
- Comedian Harmonists
- Pir Sultan Abdal
- Eiland
- De ongelukkige
- Jij de stad
- Walhalla
- Het Verschil
- Sjakoo

## Filmografie

### Film
- De tranen van Maria Machita (1991) - als Ahmed
- Radeloos (2008) - als conciërge
- Snackbar (2012) - als Ali
- Under pyramiden (2016) - als Ben
- Spider in the Web (2019) - als Hamed

### Televisie
- Zeg 'ns Aaa (1985) - als vuilnisman
- Bureau Kruislaan (1995) - als Ogün Arslan
- Ben zo terug (1999) - als Hassan
- Flikken (2000) - als Sohail (afl. Steen Des Aanstoots)
- Oppassen!!! (2001-2003) - als Ilhan Kaynak
- Vuurzee (2005-2009) - als Osman Aslan
- Van God Los (2011) - als Ömer Altin
- Flikken Maastricht (2014) - als Coscun Hamza
- Nieuwe buren (2016) - als Sally Leary
- Meisje van plezier (2017) - als hoteleigenaar
- Gevoel voor tumor (2018) - als dokter Nasrolakhani
- Sinterklaasjournaal (2018) - als verkoper Zaanse Schans
- De regels van Floor (2019) - als leraar
- Het geheime dagboek van Hendrik Groen (2019) - Oktay Dürüst
- Koppensnellers (2020) - als Ibrahim Yildirim
- Papadag (2020) - Yilmaz
- Nieuw zeer (2020-2021) - diverse rollen
- Tweede Hans (2022) - Koorlid